# Oligoryzomys flavescens
Oligoryzomys flavescens is een zoogdier uit de familie van de Cricetidae. De wetenschappelijke naam van de soort werd voor het eerst geldig gepubliceerd door Waterhouse in 1837.

## Voorkomen
De soort komt voor in Paraguay, Brazilië, Argentinië en Uruguay.